# Rajiv Gandhi
Rajiv Ratna Gandhi (sinh ngày 20 tháng 8 năm 1944 - mất ngày 21 tháng 5 năm 1991) là Thủ tướng thứ sáu của Ấn Độ (tại vị: 1984-1989). Ông được đề cử làm Thủ tướng sau khi mẹ ông - Indira Gandhi - bị ám sát vào ngày 31 tháng 10 năm 1984. Bản thân ông bị ám sát vào ngày 21 tháng 5 năm 1991. Khi nhậm chức, ông mới 40 tuổi và trở thành Thủ tướng trẻ nhất của Ấn Độ cho tới nay.
Rajiv Gandhi là con trai cả của Indira và Feroze Gandhi. Ông từng học tại Trinity College, Cambridge, và sau đó tại trường Imperial College London, nhưng đều không hoàn thành văn bằng tại cả hai trường này. Khi ở Cambridge, ông đã gặp Antonia Albina Maino - một phụ nữ sinh ra ở Ý, lúc đó một nữ hầu bàn nhà hàng. Sau này hai người đã kết hôn. Sau khi bỏ học đại học, ông đã trở thành một phi công chuyên nghiệp cho các hãng hàng không Ấn Độ. Ông vẫn xa lạ với chính trị, mặc dù là người trong dòng họ nổi bật trên chính trường Ấn Độ. Mãi tới sau em trai ông là Sanjay Gandhi qua đời vào năm 1980, Rajiv mới bắt đầu tham gia vào đời sống chính trị. Sau khi Thủ tướng Indira Gandhi bị ám sát vào năm 1984, các lãnh đạo Đảng Quốc Đại Ấn Độ đề cử ông làm Thủ tướng Chính phủ.
Lập tức, Rajiv Gandhi đã lãnh đạo đảng Quốc Đại giành chiến thắng lớn trong cuộc bầu cử vào năm 1984, giành được tỷ lệ phiếu lớn lớn nhất từng thấy trong Quốc hội Ấn Độ, Đảng Quốc Đại giành 411 ghế trong số 542 ghế. Ông bắt đầu bãi bỏ Licence Raj (Giấy phép Raj - chế độ cấp phép liên quan đến hạn ngạch, thuế quan và điều tiết hoạt động kinh tế), hiện đại hóa ngành viễn thông, hệ thống giáo dục, phát triển các sáng kiến khoa học và công nghệ, và cải thiện quan hệ với Hoa Kỳ.
Thời gian Rajiv Gandhi làm thủ tướng có nhiều mâu thuẫn và tranh cãi; có lẽ khủng hoảng lớn nhất là thảm họa Bhopal và trường hợp của Shah Bano. Năm 1988, ông bảo vệ Tổng thống Gayyoom trong cuộc đảo chính ở Maldives, chống lại các nhóm dân quân Tamil như PLOTE, can thiệp và sau đó gửi binh sĩ gìn giữ hòa bình đến Sri Lanka năm 1987, dẫn tới xung đột với Những con hổ Giải phóng Tamil (LTTE). Vào giữa năm 1987, vụ bê bối Bofors đã phá hỏng hình ảnh không tham nhũng của ông và dẫn đến một thất bại lớn cho đảng của ông trong cuộc bầu cử năm 1989.
Vào ngày 30 tháng 7 năm 1987, một ngày sau khi Rajiv Gandhi đến Sri Lanka và ký Hiệp ước Indo-Sri Lanka, một người bảo vệ tên là Vijitha Rohana đánh vào vai ông bằng súng trường; Phản xạ nhanh của Rajiv Gandhi đã cứu ông khỏi bị thương. Người bảo vệ cho biết ý định của ông là giết Rajiv Gandhi vì "những thiệt hại ông đã gây ra" cho Sri Lanka.
Rajiv Gandhi vẫn là Chủ tịch Quốc hội cho đến cuộc bầu cử năm 1991. Trong khi vận động bầu cử vào ngày 21 tháng 5 năm 1991, tại Sriperumbudur, một ngôi làng cách Madras khoảng 40 km Vào lúc 10:10 tối, một người phụ nữ sau này được xác định là Thenmozhi Rajaratnam, tiếp cận Rajiv Gandhi trước công chúng và chào đón ông. Sau đó, cô cúi xuống và kích nổ một vành đai chứa 700 g chất nổ RDX giấu dưới váy cô. Vụ nổ đã giết Gandhi, Rajaratnam và ít nhất 25 người khác.
Góa phụ của ông Sonia trở thành chủ tịch của Đảng quốc đại vào năm 1998 và lãnh đạo đảng để chiến thắng trong cuộc bầu cử quốc hội năm 2004 và 2009. Con trai ông Rahul là một thành viên của Quốc hội và Chủ tịch Quốc hội Ấn Độ hiện tại. Năm 1991, chính phủ Ấn Độ đã tặng Rajiv Gandhi giải thưởng Bharat Ratna, giải thưởng dân sự cao nhất của đất nước.